# Минам (река)
Минам (англ. Minam River) — река на северо-востоке штата Орегон в США. Приток Уаллауа протяженностью 82 км. Бассейн Минам охватывает горы Уаллауа к северо-востоку от Ла-Гранд.

## География
Истоки Минам находятся в парке дикой природы Игл-Кеп в окрестностях одноимённого пика в горах Уаллауа в национальном лесу Уаллауа-Уитмен, примерно в 40 км к юго-востоку от Ла-Гранде у Голубого озера. В целом река течёт на северо-запад через горы вдоль границы округов Уаллауа и Юнион. Впадает в Уаллауа к югу от поселения Минам у автодороги штата Орегон 82. Кроме этого, в верховьях реки находятся источники, вытекающие из озера Минам, которое также даёт начало реки Лостин. Площадь бассейна составляет 620 км².

## Экология
В 1988 году 63 км верховьев реки от истоков до границы парка Игл-Кеп вниз у впадения ручья Кугар Минам была классифицированы как Национальная дикая и живописная речная система. Доступ главным образом осуществляется по тропам Лесной службы США. В окрестностях реки обитают росомаха, толсторог, лось, американский чёрный медведь, пума.
Практически на всём протяжении реки Минам, за исключением последних 13 км, которые интенсивно использовались для лесозаготовок, является в основном нетронутым человеком регионом. Минам и Венаха — две самые большие реки в Орегоне, оставшиеся практически нетронутыми человеческой деятельностью.